# Villaverde de Guareña
Villaverde de Guareña település Spanyolországban, Salamanca tartományban.  Lakosainak száma 138 fő (2024).

## Népesség
A település népessége az elmúlt években az alábbi módon változott:
| Lakosok száma | 201  | 199  | 197  | 175  | 158  | 145  | 149  | 141  | 139  | 138  |
|               | 2001 | 2004 | 2007 | 2009 | 2012 | 2014 | 2017 | 2019 | 2022 | 2024 |